# سيدي أورياش
سيدي وريلش هي إحدى بلديات ولاية عين تموشنت الجزائرية.